# Бициклизам на Летњим олимпијским играма — друмска трка
Друмска трка на Олимпијским играма, једна је од двије дисциплине друмског бициклизма на Летњим олимпијским играма, поред вожње на хронометар. Први пут је одржана на Играма 1896. након чега није није одржавана до 1936. Трка за жене је први пут одржана 1984. што је била прва дисциплина за жене у бициклизму која је уврштена на Олимпијске игре. Побједници носе златна обиљежја на рукавима и крагни дреса на свим друмским тркама које возе у периоду од четири године до наредних игара.
У периоду од 1936. до 1956. додјељивале су се медаље за тимско такмичење, на којем су рачунати резултати тројице најбоље пласираних возача са индивидуалне трке.
Од 2024. учествује по 90 возача у обје категорије.

## Историја
Друмска трка је први пут одржана на Олимпијским играма 1896. као прва дисциплина у друмском бициклизму. Вожено је 87 km, учествовало је седам возача, златну медаљу освојио је Аристидис Константинидис, сребрну Аугуст фон Гедрих, а бронзану Едвард Бател. Ниједна дисциплина друмског бициклизма није вожена до игара 1912. када је вожен хронометар, док је друмска трка поново враћена 1936.
Друмска трка за жене по први пут је одржана 1984. златну медаљу је освојила Кони Карпентер, сребрну Ребека Твиг, а бронзану Сандра Шумахер. До игара 1996. било је дозвољено учешће само аматерима, а од 1996. дозвољено је и професионалцима.
На Играма 1984. у друмској вожњи за жене учествовало је 45 такмичара, док се број учесника и за жене и мушкарце повећао на Играма 1996. када је у друмској трци за жене учествовало 58, а за мушкарце 184 такмичара. На Играма 1996. је такође повећан максимални број учесника по држави на трци за мушкарце, са три на пет. Број учесника на трци за жене се постепено повећавао, а на трци за мушкарце смањивао и од Игара 2024. је изједначен, тако да учествује по 90 такмичара у обје категорије, са по максимум четири такмичара из једне државе. Јаспер Стојвен је након смањења броја учесника у мушкој трци изјавио да она губи на важности за бициклисте, који треба да возе исту дистанцу, као и да трка може да буде одлучена већ након првих 20 km ако у бијег оде по један возач из сваке државе која има четири представника и да није поштено према осталим учесницима.

## Освајачи медаља

### Мушкарци
| Игре                 | Злато                                     | Сребро                           | Бронза                               |
| -------------------- | ----------------------------------------- | -------------------------------- | ------------------------------------ |
| Атина 1896.          | Аристидис Константинидис · Грчка          | Аугуст фон Гедрих · Немачка      | Едвард Бател · Уједињено Краљевство  |
| Берлин 1936.         | Роберт Шарпентје · Француска              | Ги Лапеби · Француска            | Ернст Нивергелт · Швајцарска         |
| Лондон 1948.         | Хосе Бејар · Француска                    | Герит Вортинг · Холандија        | Лоде Ваутерс · Белгија               |
| Хелсинки 1952.       | Андре Нојеле · Белгија                    | Роберт Гронделарс · Белгија      | Еди Циглер · Немачка                 |
| Мелбурн 1956.        | Ерколе Балдини · Италија                  | Арно Жер · Француска             | Алан Џексон · Уједињено Краљевство   |
| Рим 1960.            | Виктор Капитонов · Совјетски Савез        | Ливио Трапе · Италија            | Вили Ванден Берген · Белгија         |
| Токио 1964.          | Марио Цанин · Италија                     | Кјел Родијан · Данска            | Валтер Годефрот · Белгија            |
| Мексико Сити 1968.   | Пјерфранко Вианели · Италија              | Лејф Мортенсен · Данска          | Геста Петерсон · Шведска             |
| Минхен 1972.         | Хени Којпер · Холандија                   | Клајд Сефтон · Аустралија        | Није додијељена                      |
| Монтреал 1976.       | Бернт Јохансон · Шведска                  | Ђузепе Мартинели · Италија       | Мјечислав Новицки · Пољска           |
| Москва 1980.         | Сергеј Сухорученков · Совјетски Савез     | Чеслав Ланг · Пољска             | Јури Баринов · Совјетски Савез       |
| Лос Анђелес 1984.    | Алекси Гревал · Сједињене Америчке Државе | Стив Бауер · Канада              | Даг Ото Лаврисен · Норвешка          |
| Сеул 1988.           | Олаф Лудвиг · Источна Немачка             | Бернд Грене · Западна Немачка    | Кристијан Хен · Западна Немачка      |
| Барселона 1992.      | Фабио Казартели · Италија                 | Ерик Декер · Холандија           | Даинис Озолс · Летонија              |
| Атланта 1996.        | Паскал Ришар · Швајцарска                 | Ролф Серенсен · Данска           | Макс Скјандри · Уједињено Краљевство |
| Сиднеј 2000.         | Јан Улрих · Немачка                       | Александар Винокуров · Казахстан | Андреас Кледен · Немачка             |
| Атина 2004.          | Паоло Бетини · Италија                    | Серхио Паулињо · Португалија     | Аксел Меркс · Белгија                |
| Пекинг 2008.         | Самуел Санчез · Шпанија                   | Фабијан Канчелара · Швајцарска   | Александар Колобнев · Русија         |
| Лондон 2012.         | Александар Винокуров · Казахстан          | Ригоберто Уран · Колумбија       | Александер Кристоф · Норвешка        |
| Рио де Жанеиро 2016. | Грег ван Авермат · Белгија                | Јакоб Фуглсанг · Данска          | Рафал Мајка · Пољска                 |
| Токио 2020.          | Ричард Карапаз · Еквадор                  | Ваут ван Арт · Белгија           | Тадеј Погачар · Словенија            |
| Париз 2024.          | Ремко Евенепул · Белгија                  | Валентен Мадуа · Француска       | Кристоф Лапорт · Француска           |

#### Вишеструки освајачи медаља
| Позиција | Бициклиста           | Држава    | Игре      | Злато | Сребро | Бронза | Укупно |
| -------- | -------------------- | --------- | --------- | ----- | ------ | ------ | ------ |
| 1.       | Александар Винокуров | Казахстан | 2000–2012 | 1     | 1      | 0      | 2      |

#### Медаље по државама
| Позиција | Држава                    | Злато | Сребро | Бронза | Укупно |
| -------- | ------------------------- | ----- | ------ | ------ | ------ |
| 1.       | Италија                   | 5     | 2      | 0      | 7      |
| 2.       | Белгија                   | 3     | 2      | 4      | 9      |
| 3.       | Француска                 | 2     | 3      | 1      | 6      |
| 4.       | Совјетски Савез           | 2     | 0      | 1      | 3      |
| 5.       | Холандија                 | 1     | 2      | 0      | 3      |
| 6.       | Њемачка                   | 1     | 1      | 2      | 4      |
| 7.       | Швајцарска                | 1     | 1      | 1      | 3      |
| 8.       | Казахстан                 | 1     | 1      | 0      | 2      |
| 9.       | Шведска                   | 1     | 0      | 1      | 2      |
| 10.      | Источна Њемачка           | 1     | 0      | 0      | 1      |
| 10.      | Грчка                     | 1     | 0      | 0      | 1      |
| 10.      | Шпанија                   | 1     | 0      | 0      | 1      |
| 10.      | Сједињене Америчке Државе | 1     | 0      | 0      | 1      |
| 10.      | Еквадор                   | 1     | 0      | 0      | 1      |
| 15.      | Данска                    | 0     | 4      | 0      | 4      |
| 16.      | Пољска                    | 0     | 1      | 2      | 3      |
| 17.      | Западна Њемачка           | 0     | 1      | 1      | 2      |
| 18.      | Аустралија                | 0     | 1      | 0      | 1      |
| 18.      | Канада                    | 0     | 1      | 0      | 1      |
| 18.      | Колумбија                 | 0     | 1      | 0      | 1      |
| 18.      | Португалија               | 0     | 1      | 0      | 1      |
| 22.      | Уједињено Краљевство      | 0     | 0      | 3      | 3      |
| 23.      | Норвешка                  | 0     | 0      | 2      | 2      |
| 24.      | Летонија                  | 0     | 0      | 1      | 1      |
| 24.      | Русија                    | 0     | 0      | 1      | 1      |
| 24.      | Словенија                 | 0     | 0      | 1      | 1      |

### Жене
| Игре                 | Злато                                       | Сребро                                  | Бронза                            |
| -------------------- | ------------------------------------------- | --------------------------------------- | --------------------------------- |
| Лос Анђелес 1984.    | Кони Карпентер · Сједињене Америчке Државе  | Ребека Твиг · Сједињене Америчке Државе | Сандра Шумахер · Западна Немачка  |
| Сеул 1988.           | Моник Кнол · Холандија                      | Јута Нихаус · Западна Немачка           | Лаима Цилпорјте · Совјетски Савез |
| Барселона 1992.      | Кетрин Ват · Аустралија                     | Џени Лонго · Француска                  | Моник Кнол · Холандија            |
| Атланта 1996.        | Џени Лонго · Француска                      | Имелда Киапа · Италија                  | Клара Хјуз · Канада               |
| Сиднеј 2000.         | Леонтин Зајлард · Холандија                 | Ханка Купфернегел · Немачка             | Диана Жилјоте · Литванија         |
| Атина 2004.          | Сара Кариган · Аустралија                   | Џудит Арнт · Немачка                    | Олга Слјусарева · Русија          |
| Пекинг 2008.         | Никол Кук · Уједињено Краљевство            | Ема Јохансон · Шведска                  | Татјана Гудерцо · Италија         |
| Лондон 2012.         | Мариане Вос · Холандија                     | Лизи Армистад · Уједињено Краљевство    | Олга Забелинскаја · Русија        |
| Рио де Жанеиро 2016. | Ана ван дер Берген · Холандија              | Ема Јохансон · Шведска                  | Елиза Лонзо Боргини · Италија     |
| Токио 2020.          | Ана Кисенхофер · Аустрија                   | Анемик ван Влетен · Холандија           | Елиза Лонзо Боргини · Италија     |
| Париз 2024.          | Кристен Фолкнер · Сједињене Америчке Државе | Мариане Вос · Холандија                 | Лоте Копецки · Белгија            |

#### Вишеструки освајачи медаља
| Позиција | Бициклиста          | Држава    | Игре      | Злато | Сребро | Бронза | Укупно |
| -------- | ------------------- | --------- | --------- | ----- | ------ | ------ | ------ |
| 1.       | Џени Лонго          | Француска | 1992—1996 | 1     | 1      | 0      | 2      |
| 1.       | Мариане Вос         | Холандија | 2008—2024 | 1     | 1      | 0      | 2      |
| 3.       | Моник Кнол          | Холандија | 1988—1992 | 1     | 0      | 1      | 2      |
| 4.       | Ема Јохансон        | Шведска   | 2008—2016 | 0     | 2      | 0      | 2      |
| 5.       | Елиза Лонзо Боргини | Италија   | 2016—2020 | 0     | 0      | 2      | 2      |

#### Медаље по државама
| Позиција | Држава                    | Злато | Сребро | Бронза | Укупно |
| -------- | ------------------------- | ----- | ------ | ------ | ------ |
| 1.       | Холандија                 | 4     | 2      | 1      | 7      |
| 2.       | Сједињене Америчке Државе | 2     | 1      | 0      | 3      |
| 3.       | Аустралија                | 2     | 0      | 0      | 2      |
| 4.       | Француска                 | 1     | 1      | 0      | 2      |
| 4.       | Уједињено Краљевство      | 1     | 1      | 0      | 2      |
| 6.       | Аустрија                  | 1     | 0      | 0      | 1      |
| 7.       | Њемачка                   | 0     | 2      | 0      | 2      |
| 7.       | Шведска                   | 0     | 2      | 0      | 2      |
| 9.       | Италија                   | 0     | 1      | 3      | 4      |
| 10.      | Западна Њемачка           | 0     | 1      | 1      | 2      |
| 11.      | Русија                    | 0     | 0      | 2      | 2      |
| 12.      | Канада                    | 0     | 0      | 1      | 1      |
| 12.      | Литванија                 | 0     | 0      | 1      | 1      |
| 12.      | Совјетски Савез           | 0     | 0      | 1      | 1      |
| 12.      | Совјетски Савез           | 0     | 0      | 1      | 1      |

### Екипни пласман за мушкарце
Екипна друмска трка за мушкарце била је дисциплина која је постојала на четири издања Игара — 1936, 1948, 1952. и 1956, након чега је замијењена са екипним хронометром од Игара 1960. Она није била засебно такмичење, већ такмичење који је укључивао резултате остварене на индивидуалној друмској трци. За сваку државу у друмској трци учествовала су по максимум четири такмичара, а за екипни пласман рачунали су се резултати прве тројице на прва три издања, док су се на Играма 1956. додјељивали бодови за позиције. Током прва два издања медаље су добијала само прва тројица такмичара, а на играма 1952. и 1956. медаље су добијала сва четири такмичара. Белгијски тим, побједник такмичења 1948. године, није знао да постоји екипно такмичење и напустили су Игре прије него што су им уручене медаље. Ежен ван Росбрук и Лоде Ваутерс су примили медаље 2010. године, док је Леон де Латаувер преминуо и никад није примио медаљу.
| Игре           | Злато                                                                    | Сребро                                                                               | Бронза                                                                               | Референца |
| -------------- | ------------------------------------------------------------------------ | ------------------------------------------------------------------------------------ | ------------------------------------------------------------------------------------ | --------- |
| Берлин 1936.   | Француска · Роберт Карпентје · Роберт Доргебрај · Ги Лапеби              | Швајцарска · Едгар Бушвалдер · Ернст Нивергелт · Курт От                             | Белгија · Огист Гаребек · Арман Питзе · Жан Франсоа ван дер Моте                     | [ 20 ]    |
| Лондон 1948.   | Белгија · Лоде Ваутерс · Леон де Латаувер · Ежен ван Росбрук             | Уједињено Краљевство · Боб Матланд · Гордон Томас · Ијан Скот                        | Француска · Хосе Бејар · Ален Мено · Жак Дипон                                       | [ 21 ]    |
| Хелсинки 1952. | Белгија · Андре Нојеле · Роберт Гронделарс · Лисјен Виктор · Рик ван Лој | Италија · Дино Бруни · Винченцо Цуконели · Ђани Гидини · Бруно Монти                 | Француска · Жак Анкетил · Алфред Тонело · Клод Руер · Ролан Безамат                  | [ 22 ]    |
| Мелбурн 1956.  | Француска · Арно Гејре · Морис Мушеро · Мишел Вермелен · Рене Абади      | Уједињено Краљевство · Алан Џексон · Артур Бритејн · Вилијам Холмс · Харолд Рејнолдс | Уједињени тим Немачке · Хорст Тилер · Густав Адолф Шур · Рејнхолд Помер · Ерик Хаген | [ 23 ]    |

#### Медаље по државама
| Позиција | Држава                | Злато | Сребро | Бронза | Укупно |
| -------- | --------------------- | ----- | ------ | ------ | ------ |
| 1        | Француска             | 2     | 0      | 2      | 4      |
| 2        | Белгија               | 2     | 0      | 1      | 3      |
| 3        | Уједињено Краљевство  | 0     | 2      | 0      | 2      |
| 4        | Италија               | 0     | 1      | 0      | 1      |
| 4        | Швајцарска            | 0     | 1      | 0      | 1      |
| 6        | Уједињени тим Немачке | 0     | 0      | 1      | 1      |

## Олимпијске међуигре
Олимпијске међуигре 1906. су одржане у Атини и првобитно су рачунате као дио Олимпијских игара, са циљем да се сваке двије године одржавају игре у Грчкој, између међународних олимпијских игара. Идеја није заживјела и Међународни олимпијски комитет је касније одлучио да те Игре не сматра дијелом званичних Олимпијских игара, али неки спортски историчари су наставили да их сматрају дијелом Олимпијских игара.
У друмској трци све три медаље освојили су Французи, Фернанд Вест златну, Морис Бардоно сребрну и Едмонд Лигет бронзану.

### Освајачи медаља
| Игре        | Злато                    | Сребро                    | Бронза                   |
| ----------- | ------------------------ | ------------------------- | ------------------------ |
| Атина 1906. | Фернанд Вест · Француска | Морис Бардоно · Француска | Едмонд Лигет · Француска |